# Élections législatives bahreïniennes de 2018
Les élections législatives bahreïnies de 2018 se déroulent les 24 novembre et 1er décembre 2018 afin de renouveler les quarante sièges du Conseil des représentants du royaume de Bahreïn. Sur ce total, 31 sièges se retrouvent en ballotage. 

## Mode de scrutin
Le Conseil des représentants est la chambre basse du parlement bicaméral de Bahreïn, appelé Assemblée nationale, la chambre haute étant le Conseil consultatif dont les 40 membres sont nommés par le roi. 
Le Conseil des représentants, ou Majlis Al-Nuwab, est pour sa part composé de 40 sièges dont les membres sont élus pour quatre ans au scrutin uninominal majoritaire à deux tours dans autant de circonscriptions.
Comme a l'habitude dans le royaume, les élections municipales ont lieu simultanément.

## Répression politique
Les élections ont lieu dans un contexte de vive répression de l'opposition. Le chef de l'opposition Sheikh Ali Salman est condamné à la prison à vie le 4 novembre 2018, la cour d'appel ayant annulé l'acquittement en sa faveur. Sheikh Ali Salman était accusé de "collusion" avec un pays étranger, le Qatar, au cours du Soulèvement bahreïni sept ans plus tôt, dans le but de "renverser l'ordre constitutionnel". Bahreïn a coupé tout relations diplomatiques avec le Qatar en 2017 lors de la crise du Golfe. 
Ali Salman dirigeait le principal parti d'opposition, le Mouvement chiite Al-Wefaq, lors du soulèvement populaire de 2011 qui avait mené à l'intervention de l'armée saoudienne en aide aux dirigeants sunnites du petit état pétrolier, dont la population est majoritairement chiite. La répression avait alors fait 30 morts parmi les manifestants et cinq parmi les forces de l'ordre.
Bahreïn, un proche allié des États-Unis et du Royaume Uni qui y possède des bases navales stratégiques, a depuis dissous les principaux groupes d'opposition dont le Mouvement Al-Wefaq, mettant en prison plusieurs centaines d'opposants, ainsi que des douzaines de religieux.

## Résultats
| Partis                   | Partis                         | Premier tour | Premier tour | Premier tour | Second tour | Second tour | Second tour | Total sièges | +/-           |
| Partis                   | Partis                         | Voix         | %            | Sièges       | Voix        | %           | Sièges      | Total sièges | +/-           |
| ------------------------ | ------------------------------ | ------------ | ------------ | ------------ | ----------- | ----------- | ----------- | ------------ | ------------- |
|                          | Al Asalah                      |              |              | 1            |             |             |             |              |               |
|                          | Al-Menbar                      |              |              | 1            |             |             |             |              |               |
|                          | Tribune libérale progressiste  |              |              | 0            |             |             |             |              |               |
|                          | Al Meethaq                     |              |              | 0            |             |             |             |              |               |
|                          | Rabta                          |              |              | 0            |             |             |             |              |               |
|                          | Al Saf                         |              |              | 0            |             |             |             |              |               |
|                          | Assemblée de l'unité nationale |              |              | 0            |             |             |             |              |               |
|                          | Autres partis                  |              |              | 0            |             |             |             |              |               |
|                          | Indépendants                   |              |              | 7            |             |             |             |              |               |
|                          |                                |              |              |              |             |             |             |              |               |
| Suffrages exprimés       | Suffrages exprimés             | 238 803      |              |              | 134 536     |             |             |              |               |
| Votes blancs et nuls     |                                |              |              |              |             |             |             |              |               |
| Total                    | Total                          |              | 100          | 9            |             | 100         | 31          | 40           | en stagnation |
| Abstentions              |                                |              |              |              |             |             |             |              |               |
| Inscrits / participation | Inscrits / participation       | 365 467      |              |              |             |             |             |              |               |